# Britisches Freikorps
Il Britisches Freikorps era un'unità delle Waffen-SS durante la seconda guerra mondiale, consistente in prigionieri di guerra Britannici e del Commonwealth reclutati nelle file dell'Asse. Originariamente l'unità era nota come Legione San Giorgio. Soltanto 54 uomini parteciparono a questo corpo in modo discontinuo.

## Formazione dell'Unità
Il Britisches Freikorps, già conosciuto come "Legione San Giorgio", fu formato nel gennaio 1943, tre mesi dopo che John Amery, cittadino britannico rifugiatosi a Berlino, aveva proposto di formare un corpo di volontari inglesi contro l'Unione Sovietica. Come intuibile dal nome originale, l'unità si rifaceva alla LVF, la Legione dei Volontari Francesi Contro il Bolscevismo. Il massimo numero di effettivi contemporaneamente in servizio nel corpo fu di 27 soldati.
Il 1º gennaio 1944 veniva ridenominata SS-Britisches Freikorps e posta sotto il comando dell'SS-Hauptsturmführer (capitano) Hans Werner Roepke.
Il campo di addestramento fu lo Stalag III-D, un edificio nel distretto di Pankow a Berlino.

## Divisa dell'Unità

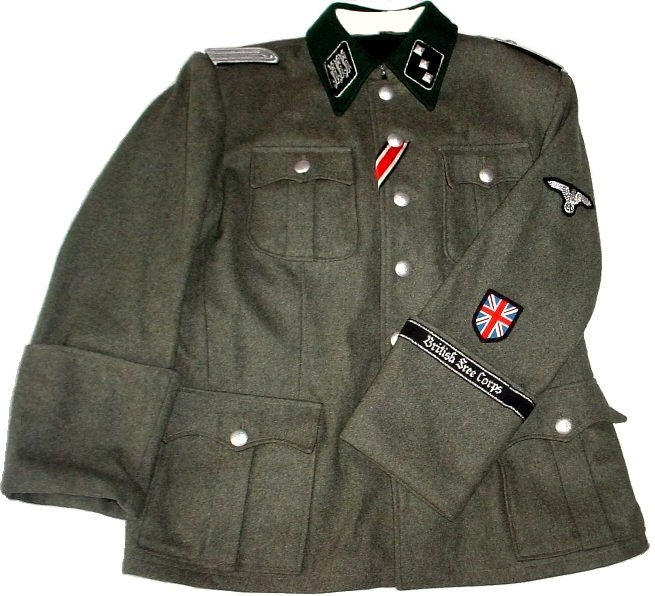
La giacca dell'uniforme del Britisches Freikorps

Per i volontari si decise di utilizzare la divisa delle Waffen-SS o SS combattenti, con l'aggiunta di una fascia sulla manica con la scritta Britisches Freikorps e con lo scudo inglese.
Dall'aprile del 1944 i volontari di tale unità delle SS portarono un'apposita mostrina raffigurante tre leoni o leopardi, simbolo dell'Inghilterra.

## Membri conosciuti del Britisches Freikorps
Deceduti
  Viventi
  Dispersi o dati non disponibili
| Grado      | Cognome          | Nome            | Alias              | Provenienza    | Unità                                |
| ---------- | ---------------- | --------------- | ------------------ | -------------- | ------------------------------------ |
| SS-Mann    | Alexander        | William J.      | Clyde              | Scozia         | BFC                                  |
| SS-Mann    | Axon             | Frank           | Atkins             | Inghilterra    | BFC                                  |
| SS-Mann    | Batchelor        | Harry           | Cameron/Young      | Inghilterra    | BFC                                  |
| SS-Mann    | Barker           | Ronald          | Voysey             | Australia      | BFC                                  |
| SS-Hstuf.  | Berneville-Claye | Douglas         | Webster            | Inghilterra    | 'Lord Charlesworth'                  |
| SS-Mann    | Berry            | Kenneth Edward  | Jordan             | Inghilterra    | BFC                                  |
| ???        | Blackman         | ???             | ???                | Inghilterra    | BFC                                  |
| SS-Uscha   | Brady            | James           | de Lacy            | Irlanda        | SS-Jagdverbande 'Mitte'              |
| SS-Rttf.   | Britten          | William Charles | Hundrupe           | Inghilterra    | BFC                                  |
| ???        | Browning         | Alfred          | ???                | Inghilterra    | BFC                                  |
| ???        | Chapman          | ???             | ???                | Inghilterra    | BFC                                  |
| SS-Mann    | Chipchase        | Robert          | ???                | Australia      | BFC                                  |
| ???        | Clarke           | William         | ???                | Inghilterra    | BFC                                  |
| SS-Oscha.  | Cooper           | Thomas Haller   | Boettcher          | Inghilterra    | BFC                                  |
| SS-Uscha.  | Courlander       | Roy Nicholas    | Regan              | Nuova Zelanda  | BFC & SS-Standarte 'Kurt Eggers'     |
| SS-Uscha   | Cowie            | Hugh Wilson     | Kingsley           | Scozia         | BFC                                  |
| SS-Mann    | Croft            | Frederick       | Nixon              | Inghilterra    | BFC                                  |
| SS-Mann    | Croft            | George          | ???                | Inghilterra    | BFC                                  |
| ???        | Cryderman        | Arthur James    | Tilbury            | non conosciuta | BFC                                  |
| ???        | Dowden           | Clifford        | ???                | Inghilterra    | BFC                                  |
| SS-Mann    | Ellsmore         | ???             | Fraser             | Sudafrica      | BFC                                  |
| SS-Ustuf.  | Freeman          | Railton         | Royston & Metcalfe | Inghilterra    | SS-Standarte 'Kurt Eggers'           |
| SS-Oscha.  | Freeman          | Thomas          | Rogers             | Inghilterra    | BFC                                  |
| SS-Mann    | Futcher          | Roy Ralph       | Phillpotts         | Inghilterra    | BFC                                  |
| ???        | Haines           | Cyril           | ???                | Inghilterra    | BFC                                  |
| SS-Mann    | Heighes          | Robert Reginald | Reid               | Inghilterra    | BFC                                  |
| SS-Mann    | How              | William         | Browne             | Inghilterra    | BFC                                  |
| SS-Mann    | Jackson          | Edward          | Collins            | Inghilterra    | BFC                                  |
| ???        | Kipling          | Thomas Blake    | Meredith           | Inghilterra    | BFC                                  |
| SS-Mann    | Labuschagne      | Pieter          | Smith              | Sudafrica      | BFC                                  |
| SS-Mann    | Lane             | Robert Henry    | Street             | Inghilterra    | BFC                                  |
| ???        | Leigh            | John            | ???                | Inghilterra    | BFC                                  |
| SS-Mann    | Leister          | Dennis John     | Beckwith           | Inghilterra    | BFC & SS-Standarte 'Kurt Eggers'     |
| ???        | Lewis            | Frederick       | Lander             | Inghilterra    | BFC                                  |
| SS-Mann    | MacKinnon        | Alexander       | ???                | Scozia         | BFC                                  |
| SS-Uscha.  | Mardon           | Douglas         | Hodge              | Sudafrica      | BFC                                  |
| SS-Rttf.   | Martin           | Edwin Barnard   | Bartlett           | non conosciuta | BFC                                  |
| SS-Uscha.  | Maton            | Francis Paul    | MacCarthy          | Inghilterra    | BFC & SS-Standarte 'Kurt Eggers'     |
| SS-Uscha.  | MacLardy         | Francis George  | Wood               | Inghilterra    | BFC & SS-San. Ers. Btl. Lichtenburg. |
| SS-Mann    | Miller           | William John    | ???                | Inghilterra    | BFC                                  |
| SS-Strmn.  | Minchin          | Alfred Vivian   | Milton             | Inghilterra    | BFC                                  |
| SS-Mann    | Munns            | Charles         | ???                | Scozia         | BFC                                  |
| SS-Mann    | Nicholls         | Ernest          | ???                | Inghilterra    | BFC                                  |
| SS-Mann    | Nightingale      | Harry           | ???                | Inghilterra    | BFC                                  |
| SS-Mann    | Perkins          | Thomas          | Walters            | Inghilterra    | BFC                                  |
| SS-Mann    | Pleasants        | Eric Reginald   | Dorran             | Inghilterra    | BFC                                  |
| SS-Strmn.  | Rose             | Norman          | Owens              | Inghilterra    | BFC                                  |
| SS-Mann    | Rowlands         | Herbert         | Miller             | Inghilterra    | BFC                                  |
| SS-Ustuf.  | Shearer          | William         | ???                | Inghilterra    | BFC                                  |
| SS-Mann    | Somerville       | John            | ???                | Scozia         | BFC                                  |
| SS-Mann    | Stokes           | Albert          | Gordon             | Australia      | BFC                                  |
| SS-Stubaf. | Stranders        | Vivian          | ???                | Inghilterra    | SS-HA. Amtsgruppe D.                 |
| SS-Mann    | Stringer         | Frank           | ???                | Irlanda        | SS-Jagdverbande 'Mitte'              |
| SS-Strmn   | Symonds          | Henry           | Davies             | Inghilterra    | BFC                                  |
| ???        | Van Heerden      | ???             | ???                | Sudafrica      | BFC                                  |
| SS-Mann    | Viljoen          | Lourens         | ???                | Sudafrica      | BFC                                  |
| ???        | Wilson           | John            | ???                | Inghilterra    | BFC                                  |
| SS-Oscha.  | Wilson           | John Eric       | Montgomery         | Inghilterra    | BFC                                  |
| SS-Mann    | Wood             | Lionel          | Williams           | Australia      | BFC                                  |

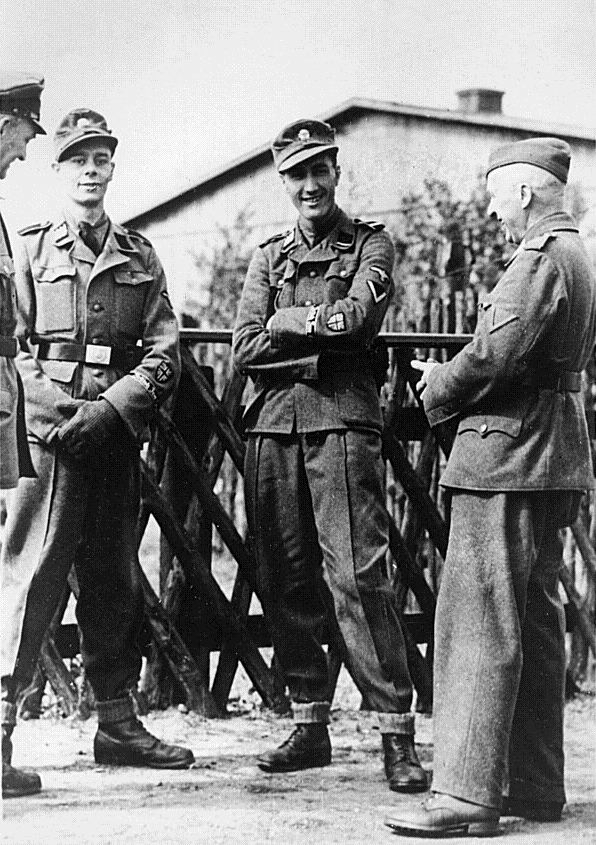
Reclute del Britisches Freikorps: Kenneth Berry e Alfred Minchin con ufficiali tedeschi nell'aprile 1944

Altri inglesi che prestarono servizio in altre unità delle SS:
- Leibstandarte SS Adolf Hitler
  -  Hiwi James Conen
  -  Hiwi William Celliers
- SS-PK Standarte "Kurt Eggers"
  -  SS-Untersturmführer Railton Freeman
  -  Roy Walter Purdy (interprete)
- SS Medical Department
  -  Doctor Patrick O´Neill (3)
- Azad Hind (Free Indian Legion)
  -  Sonderführer Frank Becker (interprete)
- SS-Jagdverbande "Mitte"
  -  SS-Unterscharführer James Brady (1)
  -  SS-Mann Frank Stringer (2)
- Propaganda Department München
  -  SS-Sturmbannführer Vivian Stranders
- Unità sconosciuta
  -  SS-Hauptsturmführer Douglas Berneville-Claye

## Volontari irlandesi nelle Waffen SS
- James Brady: nato il 20 maggio 1920. Soldato nel 1938 tra i Royal Irish Fusiliers. Prestava servizio a Guernesey nelle Isole del Canale. Catturato nel 1940. Contattato dall'Abwehr per missioni in Gran Bretagna ma le missioni furono poi cancellate. Fu poi contattato da Otto Skorzeny per servire nel SS Jägerbatallon 502 dopo un periodo di addestramento presso “SS Ausbildungslager Sennheim”. Prestava poi servizio col grado di SS Unterscharführer. Tra il 1944 e il 1945 nelle SS Jagdverband sull'Oder e a Berlino nel 1945. Catturato e condannato a 15 anni di prigione.
- Frank Stringer: Catturato nel 1940 con James Brady. Preso nell'Abwehr, a Sennheim e nelle SS Jagdverbände. Grado di SS Unterscharführer, sul fiume Oder nel 1945. Catturato dagli americani del US Army. Destino sconosciuto dopo la fine della guerra.
- SS Untersturmführer Patrick O'Neill, prestava servizio come dottore-medico nel SS Sturm Bataillon 500. Originario di Contea di Donegal (Irlanda). Ucciso in azione nel 1944.